# العزايزة
قرية العزايزة هي إحدى القرى التابعة لمركز الغنايم في محافظة أسيوط في جمهورية مصر العربية. حسب إحصاءات سنة 2006، بلغ إجمالي السكان في العزايزة 8010 نسمة، منهم 4134 رجل و3876 امرأة.